# Mohammad Muneer
Mohammad Muneer (En árabe: محمد منير; Kuwait, 17 de abril de 1982) es un exfutbolista de Jordania nacido en Kuwait, que jugaba en la posición de defensa.

## Carrera

### Club
| Periodo   | Club             |
| --------- | ---------------- |
| 1999-2010 | Al-Faisaly Amman |
| 2010-2011 | Tishreen SC      |
| 2011–2012 | Al-Ansar Medina  |
| 2012–2013 | Al Jazira Ammán  |
| 2014–2015 | Al-Hussein Irbid |
| 2016      | Al-Buqa'a        |

### Selección nacional
Jugó para Jordania en 50 ocasiones de 2002 a 2014, participó en la Copa Asiática 2011 y en dos ediciones del Campeonato de la WAFF.

## Logros
- Liga Premier de Jordania (5): 2000, 2001, 2002–03, 2003–04, 2009–10
- Copa de Jordania (5): 2001, 2002–03, 2003–04, 2004–05, 2007–08
- Copa FA Shield de Jordania (2): 2000, 2009
- Supercopa de Jordania (3): 2002, 2004, 2006
- Copa AFC (2): 2005, 2006